# Svartstrupig brednäbb
Svartstrupig brednäbb (Calyptomena whiteheadi) är en fågel i familjen grönbrednäbbar inom ordningen tättingar.

## Utseende och läte
Svartstrupig brednäbb är en mycket praktfull och stor brednäbb. Fjäderdräkten är helt smaragdgrön med tydliga svarta fläckar och streck. Hanen har svartstreckad undersida, vilket honan saknar. Lätet är ett vasst och metalliskt "tlak!", följt av ett raspigt skallrande ljud.

## Utbredning och systematik
Fågeln förekommer i bergsskogar på norra och centrala Borneo. Den behandlas som monotypisk, det vill säga att den inte delas in i några underarter.

### Familjetillhörighet
Tidigare placerades arten i familjen Eurylaimidae, då med namnet enbart brednäbbar. DNA-studier har dock visat att arterna i familjen troligen inte är varandras närmaste släktingar. Familjen har därför delats upp i två, praktbrednäbbar (Eurylaimidae) och grönbrednäbbar (Calyptomenidae).

## Levnadssätt
Svartstrupig brednäbb hittas i bergsskogar med utbredd och högvuxen ursprunglig vegetation. Den ses vanligen enstaka, men kan också påträffas i par eller smågrupper, framför allt vid fruktbärande träd.

## Status
Arten har ett begränsat utbredningsområde. Den tros även minska i antal, dock inte tillräckligt kraftigt för att anses vara hotad. IUCN kategoriserar den som livskraftig.